# 1628
1628 (MDCXXVIII) byl rok, který dle gregoriánského kalendáře započal sobotou a skončil v neděli a byl přestupný.

## Události
- 10. květen – vydáno Obnovené zřízení zemské pro Moravu
- 10. srpen – na své první plavbě se potopila švédská válečná loď Vasa
- Anglický parlament žádá Petition of Rights, písemné potvrzení svých práv. Král Karel I. na to odpovídá rozpuštěním parlamentu až do roku 1640.

### Probíhající události
- 1568–1648 – Nizozemská revoluce
- 1568–1648 – Osmdesátiletá válka
- 1618–1648 – Třicetiletá válka
- 1628–1631 – Válka o dědictví mantovské

## Věda
- William Harvey objevil krevní oběh

## Narození

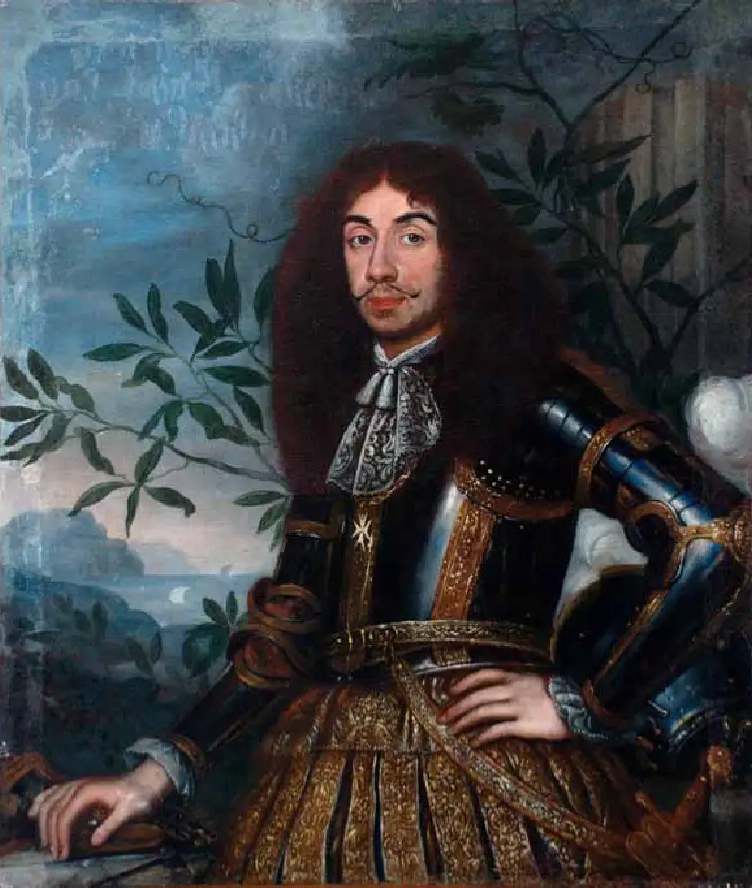
František Augustin z Valdštejna (* 1628)

#### Česko
- 14. února – Humprecht Jan Černín, český šlechtic a diplomat († 3. března 1682)
- 15. listopadu – Siard Falco, opat kláštera v Želivě († 15. listopadu 1677)
- neznámé datum
  - František Augustin z Valdštejna, šlechtic († 11. srpna 1684)

#### Svět
- 08. ledna – François-Henri de Montmorency, vévoda lucemburský, francouzský generál († 4. ledna 1695)
- 12. ledna – Charles Perrault, francouzský spisovatel – pohádkář († 16. května 1703)
- 30. ledna – George Villiers, 2. vévoda z Buckinghamu, anglický státník a dvořan ze šlechtického rodu Villiersů († 16. dubna 1687)
- 25. února
  - Giulio Broggio, stavitel italského původu působící na litoměřicku († 1718)
  - Claire-Clémence de Maillé-Brézé, francouzská šlechtična († 16. dubna 1694)
- 10. března – Marcello Malpighi, italský lékař a přírodovědec († 30. listopadu 1694)
- 17. března – Daniel Papebroch, belgický jezuitský historik († 28. června 1714)
- 24. března – Žofie Amálie Brunšvická, dánská královna († 20. února 1685)
- 17. května – Ferdinand Karel Tyrolský, rakousko-tyrolský arcivévoda († 30. prosince 1662)
- 19. května – Kryštof Ignác Abele z Lilienberka, rakouský šlechtic († 12. října 1685)
- 20. srpna – Emanuel Filibert Savojský, francouzský šlechtic († 23. dubna 1709)
- 21. září – Barend Graat, nizozemský malíř († 4. listopadu 1709)
- 21. října – Úrsula Micaela Morata, španělská řeholnice Řádu klarisek-kapucínek († 9. ledna 1703)
- 24. října – Lukrécie Barberini, italská šlechtična a vévodkyně z Modeny († 24. srpna 1699)
- 28. listopadu – John Bunyan, anglický křesťanský spisovatel a baptistický kazatel († 31. srpna 1688)
- 21. prosince – Samuel Friedrich Bockshorn, český hudební skladatel a kapelník († 10. listopadu 1664)
- neznámé datum
  - Louis de Crevant, vévoda z Humières, maršál Francie († 30. srpna 1694)
  - Jacob van Ruisdael, nizozemský barokní malíř († 14. března 1682)
  - Robert Cambert, francouzský hudební skladatel († březen 1677)
  - Ivan Jevstafjevič Vlasov, ruský úředník a šlechtic řeckého původu († 1710)

## Úmrtí

#### Česko
- 27. března – Václav Bítovský z Bítova, slezsko-moravský rytíř protestantského vyznání (* před 1580)
- 16. června – Zdeněk Vojtěch Popel z Lobkovic, nejvyšší kancléř Českého království (* 15. srpna 1568)
- 25. června – Daniel Basilius z Deutschenberka, český matematik a fyzik (* 1585)
- 24. října – Hynek Jindřich Novohradský z Kolovrat, brněnský probošt a olomoucký biskup (* ?)

#### Svět
- 15. března – pohřben John Bull, anglický renesanční skladatel (* 1562/63)
- 18. dubna – Jan Harmensz. Muller, holandský grafik, kreslíř a příležitostný malíř (* 1. července 1571)
- 25. května – Karel z Harrachu, říšský hrabě, poradce císaře Ferdinanda II. Štýrského (* 1570)
- 18. července – Jan Fridrich Württemberský, vévoda württemberský (* 5. května 1582)
- 06. srpna – Johannes Junius, purkmistr v Bambergu, popraven za čarodějnictví (* 1573)
- 23. srpna – George Villiers, 1. vévoda z Buckinghamu, britský šlechtic a oblíbenec krále Karla I. (* 28. srpna 1592)
- 25. září – Magdalena Bavorská, princezna z rodu Wittelsbachů a neuburská falckraběnka (* 4. července 1587)
- 15. října – Palma il Giovane, prasynovec benátského malíře Palmy il Vecchio (* 1544/48)
- 16. října – François de Malherbe, francouzský básník, literární kritik a překladatel (* 1555)
- 14. listopadu – Nicolas Trigault, francouzský jezuitský misionář v Číně (* 3. března 1577)
- 18. listopadu – Vincenc Muschinger z Gumpendorfu, rakouský šlechtic a finančník (* ?)
- 11. prosince – Cesare d'Este, vévoda z Modeny a Reggia (* 8. října 1562)
- neznámé datum
  - Andrea Spezza, italský architekt (* 1580)
  - Antonius Tencalla, italsko-švýcarský kamenický mistr a sochař (* ?)
  - John Bull, anglický renesanční skladatel (* ? 1562)
  - Peter Candid, vlámský manýristický malíř (* asi 1548)
  - Immanuel Aboab, portugalský sefardský rabín (* 1555)

## Hlavy států
- Anglie – Karel I. (1625–1649)
- Francie – Ludvík XIII. (1610–1643)
- Habsburská monarchie – Ferdinand II. (1619–1637)
- Osmanská říše – Murad IV. (1623–1640)
- Polsko-litevská unie – Zikmund III. Vasa (1587–1632)
- Rusko – Michail I. (1613–1645)
- Španělsko – Filip IV. (1621–1665)
- Švédsko – Gustav II. Adolf (1611–1632)
- Papež – Urban VIII. (1623–1644)
- Perská říše – Abbás I. Veliký